# Havran (Belianské Tatry)
Havran (něm. Rabstein, Rabenstein, maď. Holl, 2151,5 m) je nejvyšší hora Belianských Tater a zároveň nejsevernější dvoutisícovka celých Tater.

## Poloha
Havran leží v severozápadní části hlavního hřebene, směrem na jihovýchod se nachází Ždiarska vidla (2142 m) oddělená od Havrana Tristárským sedlem. Na opačné straně je Nový vrch (1999 m) oddělený Havraním sedlem.
V bezprostředním okolí se nachází několik dolin, z nichž nejznámější jsou Zadné Meďodoly.

## Přístup
Havran je turisticky nepřístupný. Celý hlavní hřeben Belianských Tater je od roku 1978 uzavřen. Jediná turistická cesta v okolí je modře značená a vede z Tatranské Javoriny přes Zadné Meďodoly do Kopského sedla a dále až do Tatranských Matliarů. V oblasti existuje ještě naučná stezka Monkovou dolinou, která však vystupuje na hřeben až za Ždiarskou vidlou.

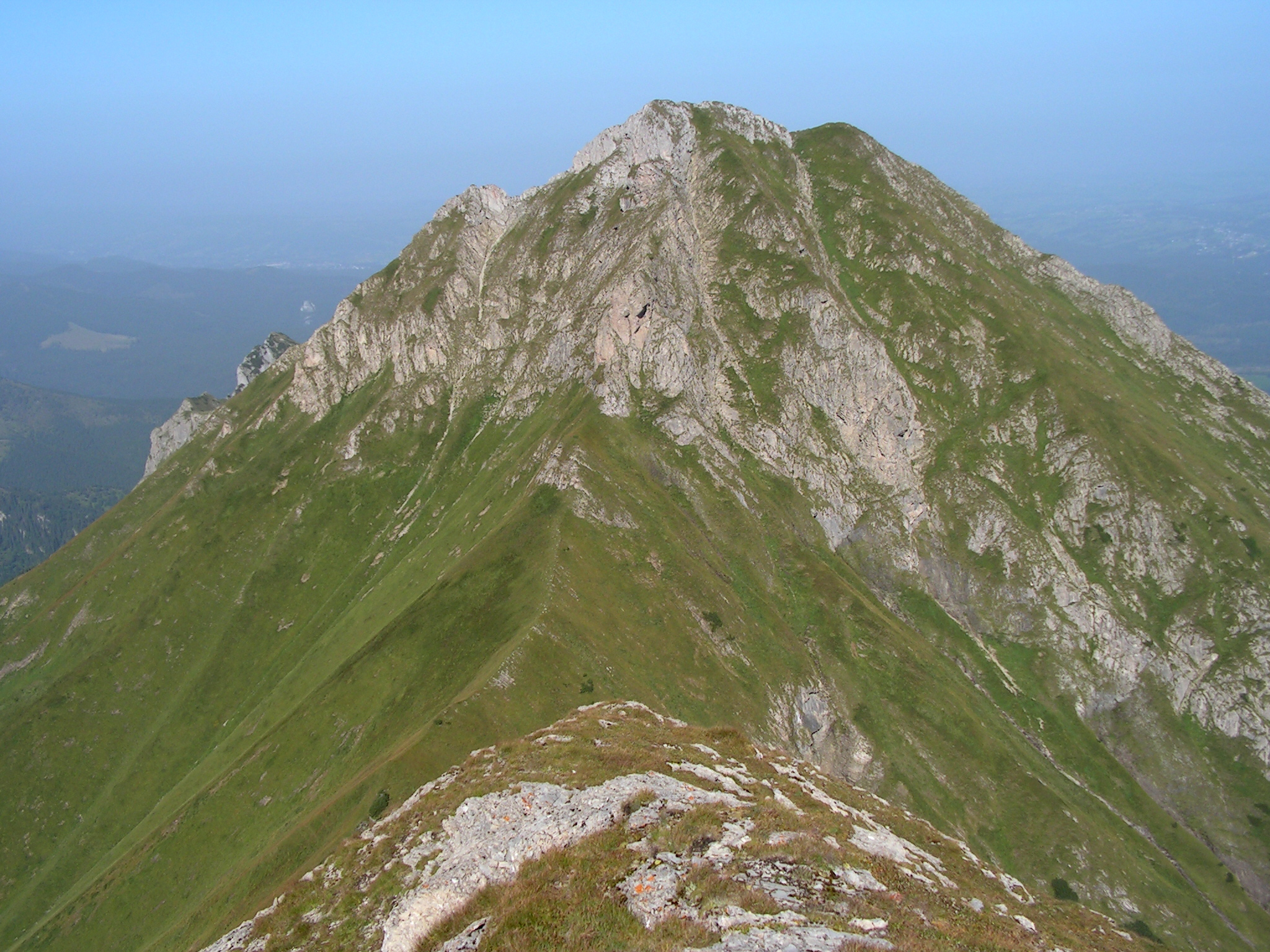
Havran ze Ždiarské vidly